# Masanobu Okumura
Masanobu Okumura (jap. 奥村政信 Okumura Masanobu; ur. 1686, zm. 1764) – japoński malarz i drzeworytnik, twórca ukiyo-e, a także poeta haiku.

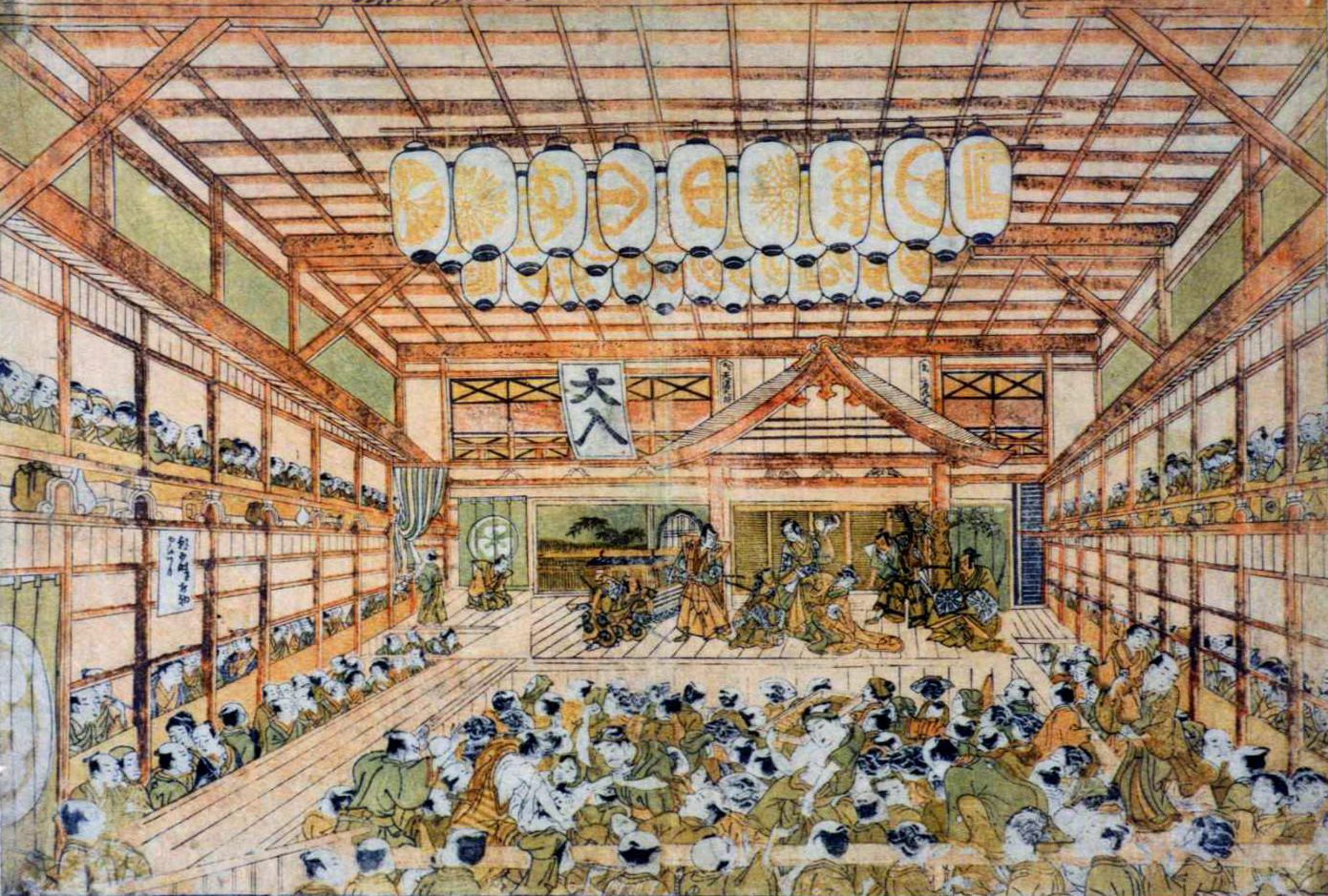
Obraz Masanobu Okumury z przedstawieniem sceny teatralnej

Uczeń i naśladowca Kiyonobu Torii. Z czasem wypracował własny, nieco delikatniejszy styl. Jako jeden z pierwszy malarzy japońskich stosował na szeroką skalę perspektywę. Około 1724 roku założył w Edo własny zakład, w którym drukował zilustrowane przez siebie książki. Malował sceny teatralne, scenki rodzajowe we wnętrzach oraz erotyki. Wykonywał kilka typów drzeworytu: uki-e (widok z lotu ptaka), hashira-e (długie, wąskie obrazki), bijinga (portrety pięknych kobiet). Stosował dwubarwny drzeworyt benizuri-e oraz naśladującym efekt czarnej laki urushi-e.